# Full Out
Full out es una película dramática de televisión de 2015 inspirada en la vida de la gimnasta Americana Ariana Berlin. Ana Golja, la protagonista de la película que interpretó el papel de Ariana Berlín, recibió en 2016 el premio Canadian Screen, nominada a la mejor interpretación en un programa juvenil o serie. La película también fue nominada al mejor Programa juvenil o infantil de ficción o una serie.

## Argumento
La vida de Ariana Berlín: Una gimnasta semi-profesional a la que tras tener un accidente de coche con su madre , el médico le dice que se olvide de la gimnasia, aunque todo el mundo la anima a que no pierda la esperanza de volver a practicarla. Al iniciar la rehabilitación, le cuesta creer que algún día podrá volver a hacer gimnasia. Hasta que un día conoce a Michelle su fisioterapeuta , aún novata, la cual necesita ayuda para que su grupo de baile mejore y así pueda llegar a convertirse en un grupo de baile profesional.
A partir de ahí empieza a recuperar su confianza, días después de empezar a estar con el grupo de break dance (el cual tiene personajes cómicos y muy variados). El sueño de Ariana era de entrar a la UCLA (Universidad de California), decidió hacer una prueba para entrar en ella, en la que fue admitida y un poco más recuperada de 2 pulmones colapsados, 1 pierna rota, 1 muñeca rota, clavícula fracturada y 2 costillas rotas. 
Que la aceptaran provocó conflictos entre ella y su grupo de baile. Su entrenadora le dijo que decidiera entre baile y gimnasia. Ariana lo pensó 2 veces y eligió gimnasia, nunca pensó que podría hacer las 2 cosas y lo hizo. Ariana después de la UCLA lanzó su carrera como actriz y estuvo en la película sobre ella misma como doble. El nombre da lugar a la acrobacia que acaba realizando al final de la película.

## Reparto
| Actor               | Personaje       |
| ------------------- | --------------- |
| Ana Golja           | Ariana Berlin   |
| Asha Bromfield      | Michelle        |
| Sarah Fisher        | Isla Steponchev |
| Jennifer Beals      | Entrenadora Val |
| Robbie Graham-Kuntz | Adam            |
| Courtney Van Wirdum | Emma            |
| Genny Sermonia      | Cashmere        |
| Lamar Johnson       | Twist           |
| Trevor Tordjman     | Nate            |
| Jake Epstein        | Pierce          |
| Ramona Milano       | Susan Berlin    |
| Nick Baillie        | Howard Berlin   |
| Art Hindle          | Doctor          |
| Samantha Peszek     | ella misma      |
| Alicia Sacramone    | ella misma      |
| Jordyn Wieber       | ella misma      |

- Datos: Q21198211